# أرتيم كاربيتس
أرتيم كاربيتس مواليد 7 مارس 1984، هو ملاكم محترف أوكراني يصنف ضمن فئة الوزن المتوسط.

## إحصائيات
خاض خلال مسيرته 22 نزالا، فاز في 21 ولم يتعادل وخسر في 1. فاز بالضربة القاضية في 6 نزالات.

## روابط خارجية
- أرتيم كاربيتس على موقع بوكس ريك (الإنجليزية) (registration required)